# Salming Sports
Salming Sports är ett svenskt varumärke för sportutrustning. Det grundades 2001 och har sitt ursprung i hockeylegenden Börje Salming. Idag är det ett av världens största varumärken för innebandy och även etablerat inom handboll på ett tiotal marknader. Det har också tagits fram löparutrustning. Varumärket drivs i licensform av X3M Sweden AB i Göteborg. 
Salming Sports fokus är innebandy och handboll. Man utvecklar skor, klubbor, skydd, kläder och tillbehör för både amatörer och proffs. Det finns också skor och kläder för löpning utomhus. I sin egen presentation framhäver Salming Sports innovation som en viktig drivkraft och poängterar att man alltid har utövarna som utgångspunkt.